# Maschinenfabrik Esslingen

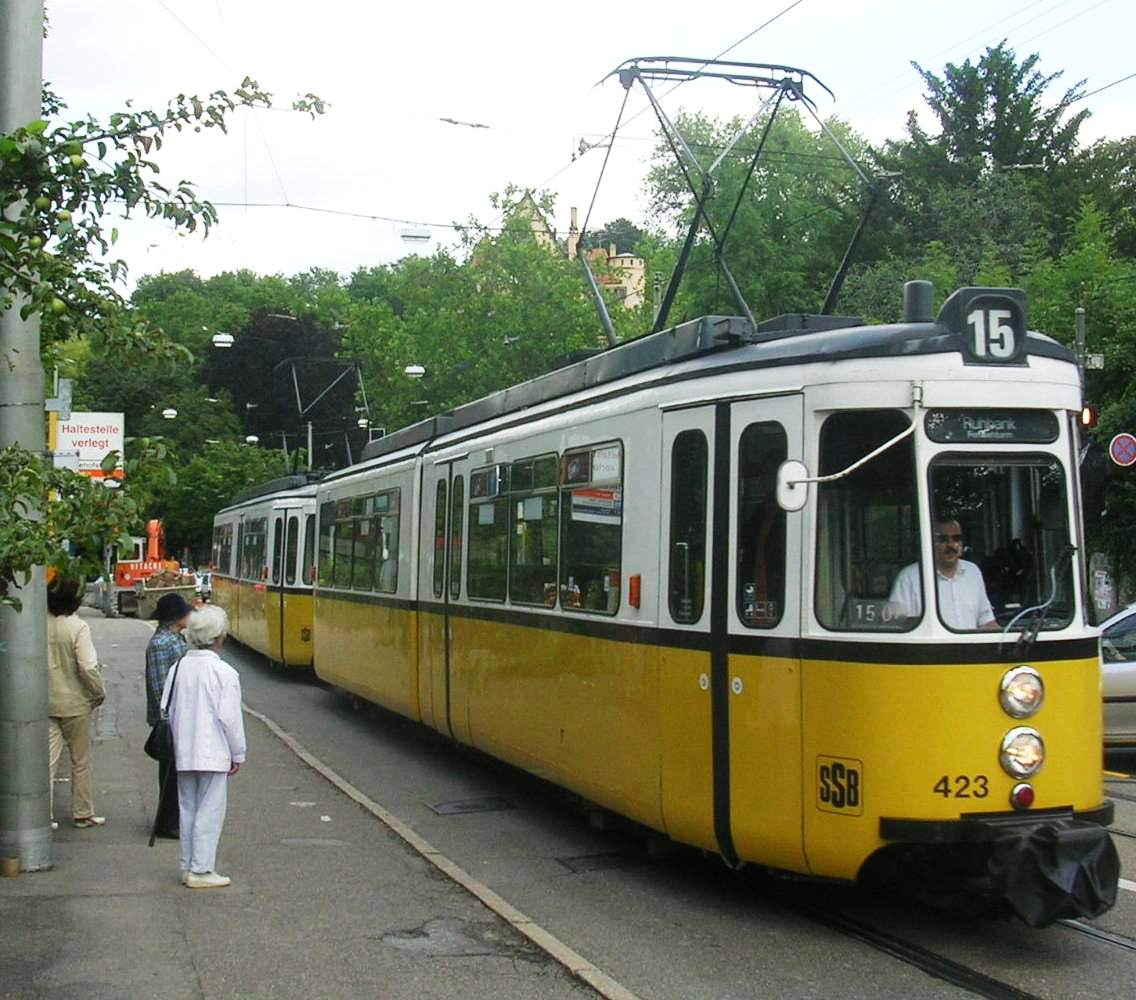
Tramwaj GT4

Maschinenfabrik Esslingen AG – niemieckie przedsiębiorstwo z siedzibą w Esslingen am Neckar, producent m.in. tramwajów. Od 1965 r. część Daimler AG.